# Bora Zivkovic
Bora Zivkovic (født 4. september 1974) er en tidligere dansk, professionel fodboldspiller, af serbisk herkomst, der har indstillet karrieren som fodboldspiller. Han har tidligre spillet for FC Hjørring hvor han også blev assistenttræner

## Karriere
Zivkovic indledte karrieren i Silkeborg IF, med hvem han vandt en pokaltitel i 2001 og det danske mesterskab i 1994. Hans mange gode præstationer i Silkeborg IF resulterede i 2002 i en kontrakt med FC København, hvor han fortsatte det gode spil.
Selv om han er forsvarsspiller, er han en målfarlig herre, der ofte bliver skubbet frem på banen, hvis der skal lægges pres på en modstander i slutminutterne af en kamp. Hans styrke i hovedspillet har resulteret i debutmål for både Herfølge Boldklub og Vejle Boldklub, ligesom han var tæt på at score i debutkampen for norske Fredrikstad FK – i stedet brændte han et straffespark.
Bora Zivkovic er en lederfigur, der har været anfører for både Silkeborg IF, Fredrikstad FK og Vejle Boldklub.
Zivkovic talte længe om at indstille karrieren, men alligevel valgte han at fortsætte og spille for FC Hjørring. Det gjorde han i to sæsoner og den 30. juni 2011 besluttede han sig så endegyldigt for at indstille karrieren, og blive assistenttræner i Hjørring.